# Eadmuna esperans
Eadmuna esperans är en fjärilsart som beskrevs av William Schaus 1905. Eadmuna esperans ingår i släktet Eadmuna och familjen Mimallonidae. Inga underarter finns listade i Catalogue of Life.